# Silley-Amancey
Silley-Amancey ist eine französische Gemeinde mit 134 Einwohnern (Stand: 1. Januar 2022) im Département Doubs in der Region Bourgogne-Franche-Comté.

## Geographie
Silley-Amancey liegt auf 619 m über dem Meeresspiegel, etwa acht Kilometer südlich von Ornans und 24 Kilometer südsüdöstlich der Stadt Besançon (Luftlinie). Das Dorf erstreckt sich im Jura, auf dem Plateau von Amancey, das sich zwischen den Tälern von Loue und Lison ausdehnt, nördlich der Höhe des Tan.
Die Fläche des 5,16 km² großen Gemeindegebiets umfasst einen Abschnitt des französischen Juras. Der Hauptteil des Gebietes wird vom Plateau von Amancey eingenommen, das durchschnittlich auf 630 m liegt und überwiegend von Wiesland bestanden ist. Es steigt gegen Süden leicht an, und auf der Anhöhe Leupas wird mit 690 m die höchste Erhebung von Silley-Amancey erreicht. Nach Norden erstreckt sich das Gemeindeareal in das Quellgebiet des Ruisseau de Borneille. Verschiedene Quellbäche tiefen sich allmählich in das Plateau ein und sorgen für die Entwässerung nach Norden zur Loue. Dieser durch Erosionstäler untergliederte Abschnitt ist überwiegend bewaldet.
Nachbargemeinden von Silley-Amancey sind Ornans im Norden, Chantrans im Osten, Reugney im Süden sowie Bolandoz und Flagey im Westen.

## Geschichte
Vermutlich wurde das Gebiet von Silley-Amancey im 13. Jahrhundert von den Mönchen des Priorats Mouthier gerodet und urbar gemacht. Im Mittelalter gehörte das Dorf zur Herrschaft Châteauvieux. Zusammen mit der Franche-Comté gelangte es mit dem Frieden von Nimwegen 1678 an Frankreich. Seit 1993 ist Silley-Amancey Mitglied des Gemeindeverbandes Loue-Lison.

## Sehenswürdigkeiten

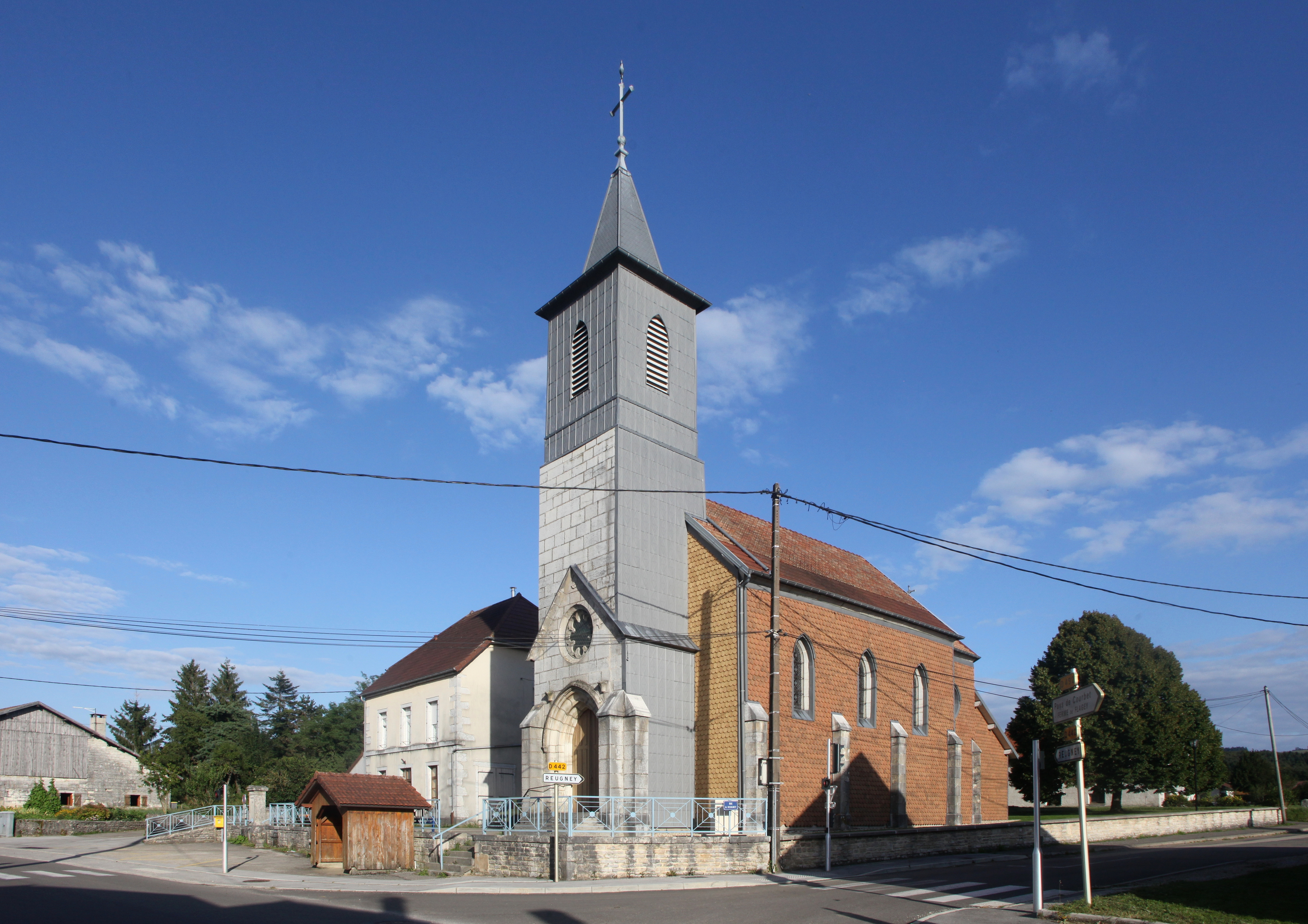
Kirche Saint-Roch

Die Kirche Saint-Roch wurde von 1841 bis 1857 erbaut. Im alten Ortskern sind zahlreiche Bauernhäuser im charakteristischen Stil des Haut-Doubs aus dem 18. bis 19. Jahrhundert erhalten.

## Bevölkerung
| Jahr                       | 1962 | 1968 | 1975 | 1982 | 1990 | 1999 | 2011 | 2016 |
| Einwohner                  | 72   | 74   | 72   | 64   | 71   | 110  | 125  | 136  |
| Quellen: Cassini und INSEE |      |      |      |      |      |      |      |      |

Mit 134 Einwohnern (1. Januar 2022) gehört Silley-Amancey zu den kleinen Gemeinden des Départements Doubs. Nachdem die Einwohnerzahl in der ersten Hälfte des 20. Jahrhunderts deutlich abgenommen hatte (1901 wurden noch 127 Personen gezählt), wurde seit Beginn der 1980er Jahre wieder ein kontinuierliches Bevölkerungswachstum verzeichnet.

## Wirtschaft und Infrastruktur
Silley-Amancey war bis weit ins 20. Jahrhundert hinein ein vorwiegend durch die Landwirtschaft (Ackerbau, Viehzucht) geprägtes Dorf. Daneben gibt es heute einige Betriebe des lokalen Kleingewerbes, darunter ein Unternehmen des Baugewerbes. Mittlerweile hat sich das Dorf auch zu einer Wohngemeinde gewandelt. Viele Erwerbstätige sind Wegpendler, die in den größeren Ortschaften der Umgebung ihrer Arbeit nachgehen.
Die Ortschaft liegt abseits der größeren Durchgangsstraßen an der Departementsstraße D492, die von Ornans nach Salins-les-Bains führt. Weitere Straßenverbindungen bestehen mit Flagey und Reugney.